# Vaticano (divinità)
Nella religione romana, Vaticano o Vagitano (in latino Vat(g)icanus) era un dio minore, la cui funzione era assistere i neonati nel loro primo vagito. Sebbene la forma più attestata del nome sia "Vaticanus" e non "Vagitanus", diversi autori classici (fra cui Agostino d'Ippona e Aulo Gellio) menzionano questa divinità indicando l'origine del nome in vagitus ("vagito"). Questa tesi è sposata anche da Sant'Agostino che, ne La città di Dio, tratta questo argomento per dimostrare come le divinità pagane fossero semplicemente personalizzazioni di eventi naturali. La corrispondenza fra i nomi delle divinità minori e la loro sfera di influenza è in effetti una caratteristica comune a molte mitologie indoeuropee, e nella stessa religione romana si trovano numerosi altri esempi analoghi, tra cui molti legati al processo del parto, della nascita e della crescita.